# لوس سانتوس دي لا هوموس
لوس سانتوس دي لا هوموس (بالإنجليزية: Los Santos de la Humosa)‏ هي بلدية ومدينة في منطقة الحكم الذاتي وتقع في منطقة مدريد في وسط إسبانيا. تبلغ مساحة هذه المدينة   (كم²)، ويبلغ عدد سكانها   نسمة حسب إحصاء سنة 2008 م.